# Леонидов, Юрий Александрович
Юрий Александрович Леонидов (4 декабря 1922, Малый Узень, Саратовская губерния — 10 августа 1998, Москва) — советский киноактёр.

## Биография
Леонидов Юрий Александрович родился 4 декабря 1922 года в селе Малый Узень Саратовской губернии. В 1952 году закончил ВГИК. В 1952—1990 годы состоял в труппе Театра-студии киноактёра в Москве.
В кинематографе дебютировал в 1952 году в фильме-сказке режиссёра Александра Птушко «Садко». Много работал в дублировании иностранных фильмов.
Умер 10 августа 1998 года в Москве.

## Творчество

### Фильмография
1. 1952 — Садко — Кузьма Ларионович
2. 1953 — Адмирал Ушаков — матрос (нет в титрах)
3. 1954 — Верные друзья — матрос, делегат от Клуба водников
4. 1954 — Морской охотник — гидроакустик Иванов
5. 1954 — Шведская спичка — урядник
6. 1955 — Попрыгунья — скульптор Жмухин, друг Ольги Ивановны
7. 1955 — Урок жизни — муж Наташиной одногруппницы (нет в титрах)
8. 1956 — Берёзы в степи — Дмитрий, агроном
9. 1957 — К Чёрному морю — Сергей Постников, экономист
10. 1958 — Над Тиссой — офицер контрразведки (нет в титрах)
11. 1958 — Пора таёжного подснежника — Степан
12. 1958 — Хождение по мукам (2-й фильм «Восемнадцатый год») — офицер в штабе Корнилова (в белой черкеске) (нет в титрах)
13. 1959 — Заре навстречу — сын Золотарёва
14. 1960 — Месть — молодой городовой
15. 1960 — Хлеб и розы — Илья, старший сын Ферапонта Тиунова
16. 1961 — Великий дар — профессор Лейст
17. 1961 — Дуэль — Ачмианов
18. 1961 — Нахалёнок — красноармеец (нет в титрах)
19. 1961 — Подводная лодка — врач
20. 1962 — Каменные километры — Высокий
21. 1966 — Дневные звёзды — эпизод
22. 1967 — Крепкий орешек — немецкий лётчик
23. 1968—1971 — Освобождение — майор, командир пехотного батальона армии Рыбалко
24. 1969 — Адъютант его превосходительства — Лебедев
25. 1969 — Взрыв после полуночи — командир
26. 1969 — Главный свидетель — член суда
27. 1969 — Я его невеста — прокурор
28. 1970 — Когда расходится туман — Сергей Сергеевич, учёный-паразитолог
29. 1971 — Если ты мужчина… — водитель
30. 1972 — Бой после победы — американский генерал Смайлс
31. 1972 — Приваловские миллионы — Крулевский
32. 1972 — Пятьдесят на пятьдесят — Морли
33. 1972 — Сибирячка — эпизод
34. 1973 — Последний подвиг Камо — полковник в Тегеране (роль озвучил Александр Белявский)
35. 1974 — Высокое звание (фильм 2 «Ради жизни на земле») — начальник разведки
36. 1974 — Любовь земная — Тихомиров, начальник районного отдела НКВД
37. 1975 — Ярослав Домбровский (пол. Jarosław Dąbrowski; Польша, СССР)
38. 1976 — Время — московское — Батура
39. 1976 — День семейного торжества — Николай Иванович Широков
40. 1976 — Ты — мне, я — тебе — корреспондент из районной газеты
41. 1977 — Пыль под солнцем — Муравьёв
42. 1977 — Судьба — Тихомиров, партизан, бывший начальник районного отдела НКВД
43. 1978 — Подозрительный — полковник Пырван
44. 1979 — Крутое поле — эпизод
45. 1979 — Добряки — Колесницын
46. 1980 — Дым Отечества — священник
47. 1980 — Охота на лис — адвокат
48. 1981 — От зимы до зимы — Олег Николаевич Уломов, сотрудник завода
49. 1981 — Факты минувшего дня — начальник комбината «Северный»
50. 1984 — Лучшие годы — Серов
51. 1984 — Тихие воды глубоки — Горохов
52. 1984 — Успех — актёр
53. 1986 — Михайло Ломоносов — эпизод
54. 1985 — Дикий хмель — гость на свадьбе
55. 1985 — Уступи дорогу встречному — врач
56. 1987 — Ловкачи — Валентин Артемович Тропилов, секретарь парткома, «правая рука» Лебедева

### Озвучивание
1. 1963 — Клеопатра (англ. Cleopatra; США, Великобритания)
2. 1966 — Почему ты молчишь? (Азербайджанфильм) — второй автоинспектор (роль Эльдара Алиева)
3. 1969 — Замороженный (итал. Hibernatus; Франция, Италия) — адвокат (роль Жака Легра[фр.])
4. 1969 — Минувшие дни (Узбекфильм) — Хасанали (роль Хабиба Нариманова)
5. 1969 — Пан Володыёвский — полковник Михал Володыёвский (роль Тадеуша Ломницкого)
6. 1969 — По следу Тигра (серб. Most, Югославия)
7. 1969 — Смерть филателиста (Грузия-фильм) — Вачнадзе (роль Рамаза Чхиквадзе)
8. 1969 — Десница великого мастера (Грузия-фильм) — Шавлег Тохаисдзе (роль Амирана Такидзе)
9. 1970 — Легенда тюрьмы Павиак (Таджикфильм) — Бюркль (роль Юозаса Урманавичюса)
10. 1972 — Анатомия любви (пол. Anatomia miłości, Польша)
11. 1972 — Наковальня или молот (болг. Наковалня или чук; Болгария, ГДР, СССР) — Артур Небе (роль Ханньо Хассе)
12. 1973 — Попутный ветер (чеш. Větrné moře, СССР, Чехословакия) — Смит (роль Радована Лукавски)
13. 1973 — Хаос (Арменфильм) — Сулян (роль Ерванда Манаряна)
14. 1978 — Кваркваре (Грузия-фильм) — полковник (роль Гиви Тохадзе)
15. 1978 — Кто есть кто (фр. Flic ou voyou; Франция)
16. 1980 — Дива (фр. Diva; Франция) — антилец (роль Жерара Дармона)
17. 1981 — Невезучие (фр. La Chèvre; Франция, Мексика) — Хуан Арбаль (роль Хорхе Люке)
18. 1985 — Ишь ты, Масленица! — Помещик (Арменфильм)